# Lobocleta favillifera
Lobocleta favillifera là một loài bướm đêm trong họ Geometridae.